# Природна историја Индија
Природна историја Индија (шп. De Ia natural historia de las lndias), позната и под насловом Кратка природна историја Индија (шп. Sumario de la natural historia de las Indias), књига шпанског историчара Гонзала Фернандеза де Овиједа, објављена 1526. године.

## Позадина
Гонзало Фернандез де Овиједо први пут је дошао у Америку 1514. године као колонијални чиновник и са прекидима, остао је ту више од пола века, до своје смрти у Санто Домингу 1557. године. Његова прва научна књига, Природна историја Индија, написана је као извештај шпанском владару, Карлу V, о разним стварима које је писац видео и које се могу наћи у Западној Индији.

## Тема
Ова књига, објављена у Толеду 1526. године, бавила се флором, фауном и географијом Кариба, пре свега Хиспањоле, и Тијера Фирме. У једном поглављу писац описује обичаје и фолклор домородаца, показујући мало поштовања према њиховој људскости или способностима.

### Увод
Увод дела почиње посветом шпанском владару Карлу V. Аутор наводи да је ово кратко дело саставио у Шпанији по сећању, као извештај за краља и сажетак свог знатно обимнијег дела, Општа историја Индија, које је већ написано, али му је рукопис остао код куће у Санто Домингу на Хиспањоли. Такође, аутор износи тврдњу да је откриће Западне Индије донело велике користи, а да оне који тврде супротно не сматра правим Шпанцима ни правим хришћанима, што је могућа алузија на кампању против злоупотребе Индијанаца од стране колониста, коју је у то време водио Бартоломео де лас Казас.

### Опис путовања у Западну Индију
У првом поглављу аутор наводи да просечно путовање од Санлукара у Шпанији до Санто Доминга у Западној Индији, са искусним навигатором, траје од 35 до 40 дана (7 дана до Канарских острва,  још 25 дана до Малих Антила, и још неколико дана до Хиспањоле), док повратно путовање траје дуже, обично око 50 дана, иако га је могуће обавити и за само 25 дана под изузетно повољним околностима.

### Опис Хиспањоле

#### Колонија и природна богатства
Поглавља 2-7. садрже опис острва Хиспањола (Хаити). Аутор наводи да су у време открића на острву живели Индијанци, којима су владала двојица краљева, Каонабо и Гварионекс, после којих је владала краљица Анакаона. Иако одбија да говори о разлозима нестанка Индијанаца, признаје да их је остало веома мало, а да ни хришћана нема довољно, пошто у колоније већином долазе млади људи и авантуристи, жељни брзог богаћења, који се на задржавају на Хиспањоли него настављају даље у потрази за новим земљама и богатством, у чему се већина брзо разочара.
Што се природних богатстава тиче, аутор наводи да Хиспањола не заостаје за Енглеском или Сицилијом, наводећи руднике злата, гајење шећерне трске (донете са Канарских острва) и памука (који расте у дивљини) као главне изворе прихода. Културе пренете из Шпаније (поврће, винова лоза, смокве, агруми) успевају одлично, иако се мали број колониста бави пољопривредом, пошто трговина, тражење злата и лов на бисере брже доносе приходе. На острву није било четвороножних животиња изузев две врсте глодара (које су домороци звали хутија и кори), али су се говеда, овце и свиње донете из Европе намножиле у хиљадама, а део свиња и говеда је побегао и намножио се у дивљини, као и велики број паса и мачака.
Главни град острва, Санто Доминго, има око 700 становника. Град има камене куће и широке, равне, плански постављене улице, одличну луку на ушћу реке Озама, тврђаву, гувернерову палату и катедралу које су још у изградњи, три манастира и болницу за сиромашне.

#### Домороци и њихова храна
Индијанци Хиспањоле су нешто ситнији од Шпанаца, светло смеђе коже, широког чела и равне црне косе, без браде и готово без длака на телу. Оба пола иду без одеће, изузев малог комада памучног платна, ширине једне шаке, које покрива гениталије. Индијанци се хране хлебом од кукуруза (који називају маиз, реч која је остала као назив за кукуруз у енглеском језику) и касаве, која је корен маниоке (коју Индијанци називају јука). Кукуруз се сеје на угару (спаљеној земљи) уз помоћ зашиљеног штапа и сазрева за 4 месеца, али трпи велику штету од папагаја, дивљих свиња и мајмуна (само на континенту), па га деца чувају све до бербе. Принос кукуруза са 1 фанеге земље (0.66 хектара) није прелазио 20-80 фанега кукуруза (1 фанега је 55,5 литара). На острвима се једе печен, а на копну (у Тијера Фирме) се меље у каменом авану и меша са водом, па се тесто замота у лишће и пече на жару. Јука се сеје тако што се стабљика биљке изломи на делове дужине два педља, који се забадају у претходно спаљену земљу, где пусте коњење за неколико дана, а сазрева за 10-12 месеци. Јестиви корен јуке личи на велику шаргарепу и изнутра је бео. Пре употребе корен се исече на ситне делове, који се ставе у врећу која се уврће све док се не исцеди сав сок, који је смртоносни отров. Остатак се меси и пече у глиненим судовима, а касава хлеб може остати свеж и до годину дана. Сок касаве, који је отрован, се прокува више пута и остави да стоји неколико дана, после чега постаје сладак и користи се као мед. Касније се поново прокува и остави напољу неколико дана, после чега се укисели и користи као сирће. Отровна врста јуке расте само на острвима; јука која расте на континенту није отровна, и једе се цела, печена на жару.
Осим хлебом, Индијанци се хране рибом и месом хутија (које су сличне пацовима) и корија (које су као мали зечеви) и игиуана, које Овиједо детаљно описује. Игуане су веће од зеца и страшне на изглед (Овиједо их назива змијама са 4 ноге и шиљцима дуж леђа), али сасвим безопасне, а месо им је слично или боље од зечетине, једино је штетно за болесне од сифилиса.
Домаће воћке, биљке, птице и рибе на острву исте су као и на копну, једино што на острву има знатно мање птица него у другим крајевима Западне Индије и Тијера Фирме..

### Опис Кубе и других острва
Осма глава описује острва Кубу, Порто Рико и Јамајку као у многоме слична Хиспањоли у погледу природних богатстава и колонизције. Као особености Кубе Овиједо наводи једну долину пуну савршено округлих камених лопти разних величина, које сматра чудом природе, као и једну планину близу мора, из које извире катран користан за премазивање бродова. Такође описује како Индијанци са Кубе  припитомљавају и гаје веома укусне мале голубове, лове рибу и корњаче уз помоћ риба прилепуша привезаних ужетом и лове дивље гуске уз помоћ великих шупљих тикава, које пусте у воду међу птице, а затим се подвуку под једну од њих и увлаче под воду гуске које слете на њу.

### Опис Средње и Јужне Америке
Девета и десета глава описују Индијанце Тијера Фирме, односно јужног дела Средње и северног дела Јужне Америке.

### Описи животиња
Поглавља 11-27. описују сисаре Новог света, поглавља 28-48. птице, поглавља 49-53. инсекте, а поглавља 54-61. гмизавце, пауке и жабе.

### Описи биљака
Поглавља 62-80. описују биљке Новог света.